# Kaisa (Belgern-Schildau)
Kaisa ist ein Ortsteil der Stadt Belgern-Schildau im Landkreis Nordsachsen in Sachsen.

## Lage
Kaisa befindet sich südlich von Belgern. Die Gemarkung grenzt nach Westen und Süden an die Dahlener Heide. Das Straßendorf liegt inmitten eines Landschaftsschutzgebietes. Die Kreisstraße 8919 erfasst den Ortsteil verkehrsmäßig.

## Geschichte
Kaisa 1540 erstmals als Kosa – altsorbisch koza – erwähnt. Der landwirtschaftlich geprägte Ort besitzt 354 Hektar Land. Der Ortsname entwickelte sich ab 1540 über Kosa und Kaysa 1817 zu Kaisa – der heutigen Schreibweise. Bis 1529 waren die Bewohner nach Neußen eingepfarrt, dann erhielt Kaisa eine eigene Pfarrkirche. Die behördliche Verwaltung hatte ihren Sitz erst im Amt Mühlberg, dann ab 1816 im Landkreis Torgau und seinen Nachfolgern.
Das Dorf befindet sich südlich von Belgern. Die Gemarkung grenzt nach Westen und Süden an die Dahlener Heide. Die Kreisstraße 8919 schließt den Ortsteil an das Verkehrsnetz der Region an. Der Ort ist landwirtschaftlich geprägt und nimmt eine Fläche von 354 Hektar Land ein. Kaisa ist ein sogenanntes Straßendorf, eine besondere Art des Reihendorfes. Die Höfe oder Hofstellen sind beim Straßendorf meist eng in regelmäßigen Abständen angelegt und unmittelbar mit den Wohngebäuden und Nebenanlagen am Verkehrsweg gelegen.
Am 20. Juli 1950 wurde Kaisa nach Lausa eingemeindet. Am 1. Januar 1999 wurde es mit diesem nach Belgern eingegliedert, das seit dem 1. Januar 2013 zu Belgern-Schildau gehört.

## Wirtschaft
Der Ort ist Sitz der Kaisaer Agrargenossenschaft e.G.